# Uta Abe
Pour les articles homonymes, voir Abe.
Uta Abe (阿部詩, Abe Uta), née le 14 juillet 2000 à Kobe, est une judokate japonaise. Elle est quintuple championne du monde dans la catégorie des moins de 52 kg, à Bakou en 2018, à Tokyo en 2019, à Tachkent en 2022, à Doha en 2023 et à Budapest en 2025.  
En 2021, elle devient championne olympique lors des Jeux olympiques de Tokyo. Avec son frère Hifumi, vainqueur de la catégorie des moins de 66 kg, elle compose la première fratrie à remporter un titre olympique le même jour.

## Biographie
Alors âgée de seize ans, en décembre 2016, Uta Abe dispute le Grand Slam de Tokyo, s'inclinant en finale face à sa compatriote Natsumi Tsunoda. Le mois de février suivant, elle devient la plus jeune judokate à remporter un tournoi Grand Prix lors de l'édition de Düsseldorf. Lors des championnats du monde junior de Zagreb, elle bat en finale sa compatriote Chishima Maeda. En fin d'année, elle remporte le Slam de Tokyo, s'imposant face à la championne du monde en titre, Ai Shishime en quarts de finale, puis battant en finale Rina Tatsukawa. Lors de l'année suivante, elle remporte le Tournoi de Paris, elle s'impose en finale face à la Française Amandine Buchard.
Aux championnats du Japon en avril, elle est battue en demi-finale par Natsumi Tsunoda, concédant ainsi sa première défaite depuis sa finale perdue au Grand Slam de Tokyo en décembre 2016. Vainqueure du Grand Prix Hohhot, elle est désignée avec Ai Shishime au sein de la sélection japonaise dans la catégorie des moins de 52 kg pour les mondiaux 2018 de Bakou. En demi-finale, elle bat Amandine Buchard. Elle s'impose face à sa compatriote en golden score, le  temps additionnel. Elle devient alors la troisième plus jeune championne du monde de l'histoire derrière Daria Bilodid, sacrée lors des mêmes championnats de Bakou, et Ryoko Tamura-Tani. Elle remporte alors le titre de champion du monde le même jour que son frère Hifumi, vainqueur de la catégorie des moins de 66 kg.
L'année suivante, elle conserve son titre mondial en s'imposant lors de l'édition disputée à Tokyo. Elle remporte quatre de ses cinq combats de la journée par ippon, dont la finale face à la Russe Natalia Kuziutina. En demi-finales, elle avait battue la championne olympique en titre, la Kosovare Majlinda Kelmendi. En fin d'année, elle s'incline en finale du Grand Slam Osaka face à Amandine Buchard lors du golden score. C'est sa première défaite en trois ans. 
Elle retrouve la victoire lors de sa participation suivante à un tournoi international, lors du Grand Prix de Düsseldorf. Elle s'impose ensuite l'année suivante, au Grand Slam de Tachkent et Grand Slam de Kazan. Elle ne participe pas aux mondiaux 2021 où c'est sa compatriote Ai Shishime qui remporte le titre . Retenue pour représenter son pays lors des Jeux olympiques qui se déroulent à Tokyo, elle remporte le titre olympique en s'imposant en finale face à Amandine Buchard au golden score, après avoir battu la Britannique Chelsie Giles en quarts de finale et l'Italienne Odette Giuffrida, ces deux athlètes remportant une médaille de bronze. Son frère Hifumi s'impose quelques minutes plus tard en moins de 66 kg. C'est la première fois de l'histoire des Jeux olympiques qu'un frère et sa sœur remporte le titre olympique le même jour. Lors de la compétition par équipes, elle représente son pays lors du premier tour face à l'équipe allemande, et s'incline face à Theresa Stoll dans le match des moins de 57 kg. Le Japon s'incline ensuite en finale face à la France,  Tsukasa Yoshida disputant le combat des moins de 57 kg.
Uta Abe remporte la médaille d'or dans l'épreuve féminine des 52 kg lors des Championnats du monde de judo 2023 qui se déroulent à Doha, au Qatar. Elle bat l'Ouzbeke Diyora Keldiyorova dans son match pour la médaille d'or. Elle participe ensuite, notamment, aux jeux olympiques d'été de 2024, principale prétendante à sa propre succession, mais est battue durant son deuxième combat par l’Ouzbèke Diyora Keldiyorova qu'elle rencontre à nouveau.

## Palmarès

### Compétitions internationales
| Année | Compétition           | Lieu     | Résultat | Catégorie      |
| ----- | --------------------- | -------- | -------- | -------------- |
| 2018  | Championnats du monde | Bakou    | 1re      | Moins de 52 kg |
| 2019  | Championnats du monde | Tokyo    | 1re      | Moins de 52 kg |
| 2021  | Jeux olympiques       | Tokyo    | 1re      | Moins de 52 kg |
| 2022  | Championnats du monde | Tachkent | 1re      | Moins de 52 kg |
| 2023  | Championnats du monde | Doha     | 1re      | Moins de 52 kg |
| 2025  | Championnats du monde | Budapest | 1re      | Moins de 52 kg |

Dans les compétitions par équipes :
| Année | Compétition     | Lieu  | Résultat |
| ----- | --------------- | ----- | -------- |
| 2021  | Jeux olympiques | Tokyo | 2e       |
| 2024  | Jeux olympiques | Paris | 2e       |

### Tournois Grand Chelem et Grand Prix
| Année | Compétition  | Lieu       | Résultat | Catégorie      |
| ----- | ------------ | ---------- | -------- | -------------- |
| 2016  | Grand Chelem | Tokyo      | 2e       | Moins de 52 kg |
| 2017  | Grand Chelem | Tokyo      | 1re      | Moins de 52 kg |
| 2017  | Grand Prix   | Düsseldorf | 1re      | Moins de 52 kg |
| 2018  | Grand Chelem | Paris      | 1re      | Moins de 52 kg |
| 2018  | Grand Prix   | Hohhot     | 1re      | Moins de 52 kg |
| 2018  | Grand Chelem | Osaka      | 1re      | Moins de 52 kg |
| 2019  | Grand Prix   | Hohhot     | 1re      | Moins de 52 kg |
| 2019  | Grand Chelem | Osaka      | 2e       | Moins de 52 kg |
| 2020  | Grand Chelem | Düsseldorf | 1re      | Moins de 52 kg |
| 2021  | Grand Chelem | Tachkent   | 1re      | Moins de 52 kg |
| 2021  | Grand Chelem | Kazan      | 1re      | Moins de 52 kg |
| 2022  | Grand Chelem | Tokyo      | 1re      | Moins de 52 kg |
| 2022  | Grand Prix   | Zagreb     | 1re      | Moins de 52 kg |
| 2023  | Grand Chelem | Tokyo      | 1re      | Moins de 52 kg |
| 2024  | Grand Chelem | Antalya    | 1re      | Moins de 52 kg |
| 2025  | Grand Chelem | Bakou      | 1re      | Moins de 52 kg |